# Samuel Garman
Samuel Walton Garman (o Garmann) fue un zoólogo estadounidense. Nacido el 5 de junio de 1843 en el condado de Indiana (Pensilvania) y muerto el 30 de septiembre de 1927 en Plymouth (Massachusetts).
Abandonó muy pronto el hogar familiar y llevó una vida de aventuras: trabajó para la Union Pacific Railroad luchando contra los nativos americanos y cazando para abastecer las cantinas. En 1868, se unió a la expedición conducida por John Wesley Powell (1834-1902) entre las montañas de Colorado. Garman siguió a Powell mientras este último enseñaba en la universidad del Estado de Illinois y donde obtuvo undiploma en 1872. Mantuvo correspondencias regularmente con el gran naturalista Edward Drinker Cope (1840-1897). De hecho lo acompañó durante el verano de 1872 para recoger fósiles en Wyoming pero fue rápidamente despedido porque exigió cobrar un salario.
Fue entonces cuando la suerte le sonrió a Garman. Viajó a San Francisco y se reunió con Louis Agassiz (1807-1873), que estaba a punto de partir en misión de exploración hacia el Estrecho de Magallanes a bordo del Hassler. Agassiz, intuyó las capacidades de Garman y le invitó a unirse a él como su discípulo.
En 1873, entró en el Museum of Comparative Zoology de Harvard. En 1874, se unió al hijo de Louis Agassiz, Alexander Emanuel Agassiz (1835-1910) en una expedición destinada a explorar el lago Titicaca. Más tarde lo acompañó en varias expediciones por las Antillas.
Pero al envejecer, habiendo vivido muy mal el enfrentamiento en Cope y Othniel Charles Marsh (1831-1899) llamado la guerra de los huesos, vivió recluido en su museo y renunció incluso a hablar de sus investigaciones con sus colegas o enseñarles sus especímenes. Trabajó sobre todo sobre los peces (especialmente los tiburones) pero también los reptiles y los anfibios.
El hermano de Samuel, Harrison Garman (1800-1897) también trabajó sobre los reptiles.

## Abreviatura (zoología)
La abreviatura Garman  se emplea para indicar a Samuel Garman como autoridad en la descripción y taxonomía en zoología.

## Fuente
Kraig Adler (1989). Contributions to the History of Herpetology, Society for the study of amphibians and reptiles.
- Datos: Q383675
- Multimedia: Samuel Garman / Q383675
- Especies: Samuel Garman